# KGB (videogioco)
KGB (o Conspiracy nella versione CD) è un videogioco sviluppato dalla Cryo Interactive e rilasciato dalla Virgin Games per i sistemi DOS e Amiga nel 1992.

## Trama
Estate 1991. Mentre la Russia si sta recuperando dalla spaccatura dell'Unione Sovietica sotto Gorbachev, il capitano Maksim Mikahilovich Rukov, trasferito recentemente al Dipartimento P della GRU dopo tre anni di servizio, ha ricevuto l'ordine di investigare su un apparentemente innocuo omicidio nella KGB, a seguito del quale un ex-agente, ormai ritiratosi, è stato trovato ucciso. Ma durante le indagini, Maksim si rende conto ben presto di avere a che fare con un complotto politico di immani proporzioni.

## Personaggi
- Capitano Maksim Mikhailovich Rukov: nato il 12 gennaio 1966 a Sverdlosk. I suoi genitori, Mikhail Stepanovich Rukov e Svetlava Shailova, vennero uccisi il 23 maggio 1983 a Dušanbe, nell'odierno Tagikistan, per mano di un terrorista afgano. Rokov conosce l'inglese, lo spagnolo e l'arabo, e si è unito agli Specnaz come paracadutista nel 1988. Il gioco inizia con lui che muove i suoi primi passi nel Dipartimento P.
- Vanya: fratello del padre di Rukov. Rimase ferito nell'attacco sopra citato, e costretto a usare la sedia a rotelle. Rimasto solo a prendersi cura del nipote, non si fida dei nuovi compagni di Maks.
- Maggiore Vovlov: superiore diretto di Rukov al Dipartimento P, è sgarbato, irascibile e autoritario.
- Colonnello Viktor Galushkin: conoscente del padre di Rukov, lavora al Dipartimento P.
- Maggiore Radomir Savinkov: altro membro del Dipartimento P, controlla Rukov a Leningrado, ed è altamente intelligente.
- Colonnello Vladimir Kusnetsov: capo del Dipartimento 7 del KGB a Leningrado, è assai ostile al Dipartimento P.
- Capitano Piotr Chapkin lavora al Dipartimento 7 col suo patrigno, il colonnello Kusnetsov.
- Maggiore Grigori Agabekov: braccio destro del Dipartimento 7, è noto sia per la sua buona reputazione che per il suo servizio in Afghanistan.
- Nathaniel Greenberg e Carla Wallace: sono due agenti della CIA, che stanno lavorando allo stesso caso di Rukov.